# スナイロクラゲ

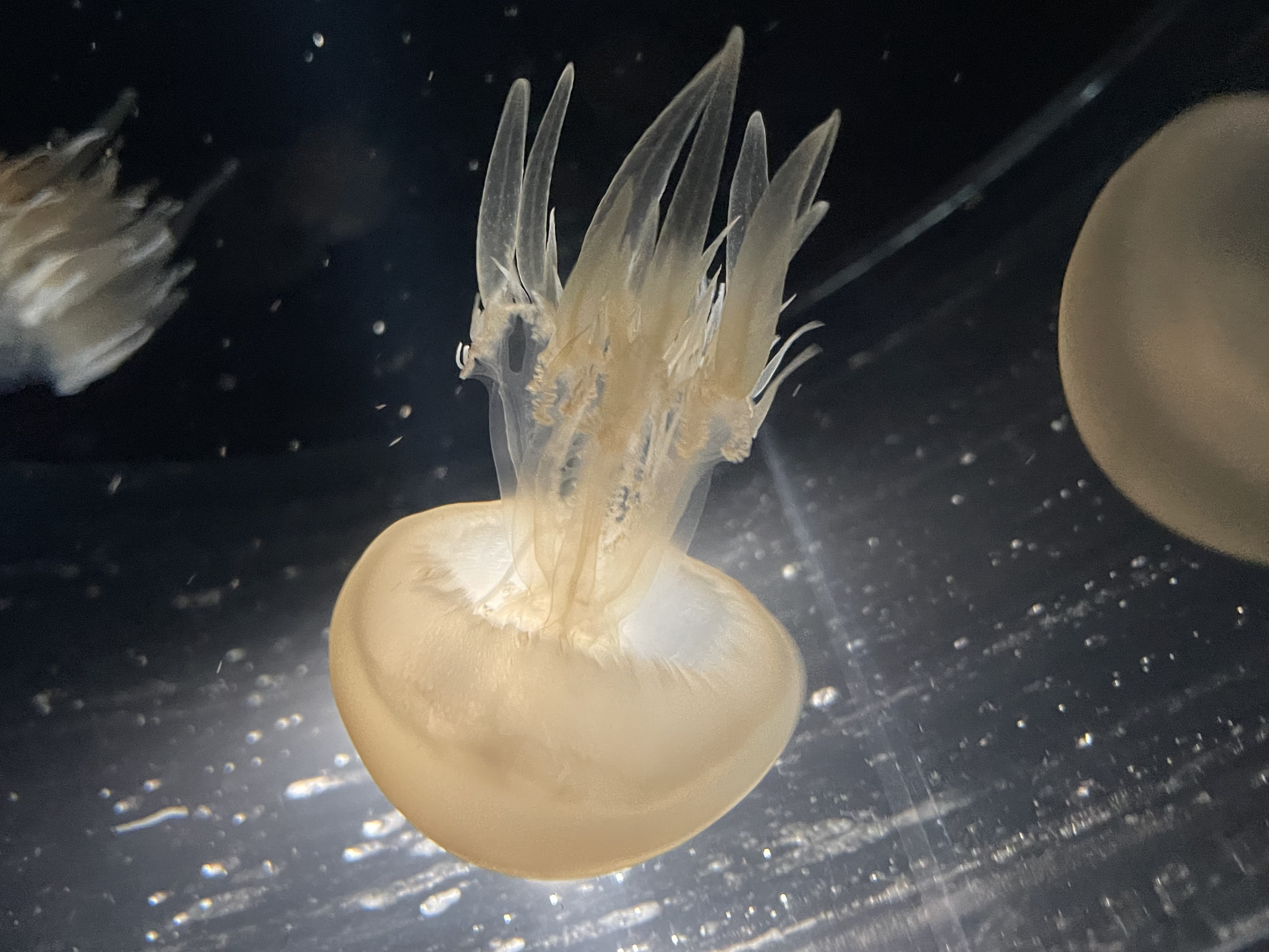
スナイロクラゲ

スナイロクラゲ（Rhopilema asamushi）は、根口クラゲ目の一種。
傘の大きさは直径20cm。ビゼンクラゲと同じく食用。

## 分布
九州から陸奥湾にかけての日本海に出現する。

## ビゼンクラゲとの違い
ビゼンクラゲとスナイロクラゲの違いは、付属器の大きさでわかる。